# Collegio di Rossendale and Darwen
Rossendale and Darwen è un collegio elettorale situato in Lancashire, nel Nord Ovest dell'Inghilterra, e rappresentato alla Camera dei comuni del Parlamento del Regno Unito. Elegge un membro del parlamento con il sistema maggioritario a turno unico; l'attuale parlamentare è Andy MacNae del Partito Laburista, che rappresenta il collegio dal 2024.

## Estensione
- 1983-1997: il borgo di Rossendale, e i ward del Borough of Blackburn di Earcroft, Marsh House, North Turton, Sudell, Sunnyhurst e Whitehall.
- 1997.2010: il borgo di Rossendale eccetto i ward di Greenfield ae d Worsley, e i ward del Borough di Blackburn di Earcroft, Marsh House, North Turton, Sudell, Sunnyhurst e Whitehall.
- 2010-2024: i ward del borgo di Rossendale di Cribden, Eden, Facit and Shawforth, Goodshaw, Greensclough, Hareholme, Healey and Whitworth, Helmshore, Irwell, Longholme, Stacksteads e Whitewell, e i ward del borgo di Blackburn with Darwen di Earcroft, East Rural, Fernhurst, Marsh House, North Turton with Tockholes, Sudell, Sunnyhurst e Whitehall.
- dal 2024: i ward del borgo di Rossendale di Cribden, Eden, Facit and Shawforth, Goodshaw, Greensclough, Hareholme, Healey and Whitworth, Helmshore, Irwell, Longholme, Stacksteads e Whitewell, e i ward del borgo di Blackburn with Darwen di Blackburn South and Lower Darwen, Darwen East, Darwen South, Darwen West e West Pennine.

## Membri del parlamento
| Elezione | Elezione | Deputato       | Partito      |
| -------- | -------- | -------------- | ------------ |
|          | 1983     | David Trippier | Conservatore |
|          | 1992     | Janet Anderson | Laburista    |
|          | 2010     | Jake Berry     | Conservatore |
|          | 2024     | Andy MacNae    | Laburista    |

## Elezioni

### Elezioni negli anni 2020
| Partito                    | Partito                                           | Candidato                  | Risultati 4 luglio 2024 | Risultati 4 luglio 2024 |
| Partito                    | Partito                                           | Candidato                  | Voti                    | %                       |
| -------------------------- | ------------------------------------------------- | -------------------------- | ----------------------- | ----------------------- |
|                            | Laburista                                         | Andy MacNae                | 18 247                  | 40,90                   |
|                            | Conservatore                                      | Jake Berry                 | 12 619                  | 28,28                   |
|                            | Reform UK                                         | Daniel Matchett            | 9 695                   | 21,73                   |
|                            | Verdi                                             | Bob Bauld                  | 2 325                   | 5,21                    |
|                            | Lib Dem                                           | Rowan Fitton               | 1 241                   | 2,78                    |
|                            | Workers                                           | Tayub Ali                  | 491                     | 1,10                    |
|                            |                                                   |                            |                         |                         |
| Iscritti                   | Iscritti                                          | Iscritti                   | 74 440                  | 100,00                  |
| ↳ Votanti (% su iscritti)  | ↳ Votanti (% su iscritti)                         | ↳ Votanti (% su iscritti)  | 44 618                  | 59,94                   |
| ↳ Astenuti (% su iscritti) | ↳ Astenuti (% su iscritti)                        | ↳ Astenuti (% su iscritti) | 29 822                  | 40,06                   |
|                            |                                                   |                            |                         |                         |
|                            | Esito: collegio passa da Conservatore a Laburista |                            |                         |                         |

### Elezioni negli anni 2010
| Partito                    | Partito                                   | Candidato                  | Risultati 12 dicembre 2019 | Risultati 12 dicembre 2019 |
| Partito                    | Partito                                   | Candidato                  | Voti                       | %                          |
| -------------------------- | ----------------------------------------- | -------------------------- | -------------------------- | -------------------------- |
|                            | Conservatore                              | Jake Berry                 | 27 570                     | 56,47                      |
|                            | Laburista                                 | Alyson Barnes              | 18 048                     | 36,97                      |
|                            | Lib Dem                                   | Paul Valentine             | 2 011                      | 4,12                       |
|                            | Verdi                                     | Sarah Hall                 | 1 193                      | 2,44                       |
|                            |                                           |                            |                            |                            |
| Iscritti                   | Iscritti                                  | Iscritti                   | 72 771                     | 100,00                     |
| ↳ Votanti (% su iscritti)  | ↳ Votanti (% su iscritti)                 | ↳ Votanti (% su iscritti)  | 48 822                     | 67,09                      |
| ↳ Astenuti (% su iscritti) | ↳ Astenuti (% su iscritti)                | ↳ Astenuti (% su iscritti) | 23 949                     | 32,91                      |
|                            |                                           |                            |                            |                            |
|                            | Esito: collegio confermato a Conservatore |                            |                            |                            |

| Partito                    | Partito                                   | Candidato                  | Risultati 8 giugno 2017 | Risultati 8 giugno 2017 |
| Partito                    | Partito                                   | Candidato                  | Voti                    | %                       |
| -------------------------- | ----------------------------------------- | -------------------------- | ----------------------- | ----------------------- |
|                            | Conservatore                              | Jake Berry                 | 25 499                  | 50,84                   |
|                            | Laburista                                 | Alyson Barnes              | 22 283                  | 44,43                   |
|                            | Lib Dem                                   | Sean Bonner                | 1 550                   | 3,09                    |
|                            | Verdi                                     | John Payne                 | 824                     | 1,64                    |
|                            |                                           |                            |                         |                         |
| Iscritti                   | Iscritti                                  | Iscritti                   | 72 479                  | 100,00                  |
| ↳ Votanti (% su iscritti)  | ↳ Votanti (% su iscritti)                 | ↳ Votanti (% su iscritti)  | 50 156                  | 69,20                   |
| ↳ Astenuti (% su iscritti) | ↳ Astenuti (% su iscritti)                | ↳ Astenuti (% su iscritti) | 22 323                  | 30,80                   |
|                            |                                           |                            |                         |                         |
|                            | Esito: collegio confermato a Conservatore |                            |                         |                         |

| Partito                    | Partito                                   | Candidato                  | Risultati 7 maggio 2015 | Risultati 7 maggio 2015 |
| Partito                    | Partito                                   | Candidato                  | Voti                    | %                       |
| -------------------------- | ----------------------------------------- | -------------------------- | ----------------------- | ----------------------- |
|                            | Conservatore                              | Jake Berry                 | 22 847                  | 46,60                   |
|                            | Laburista                                 | Will Straw                 | 17 193                  | 35,07                   |
|                            | UKIP                                      | Clive Balchin              | 6 862                   | 14,00                   |
|                            | Verdi                                     | Karen Pollard-Rylance      | 1 046                   | 2,13                    |
|                            | Lib Dem                                   | Afzal Anwar                | 806                     | 1,64                    |
|                            | Indipendente                              | Kevin Scranage             | 122                     | 0,25                    |
|                            | TUSC                                      | Simon Thomas               | 103                     | 0,21                    |
|                            | Northern                                  | Shaun Hargreaves           | 45                      | 0,09                    |
|                            |                                           |                            |                         |                         |
| Iscritti                   | Iscritti                                  | Iscritti                   | 73 831                  | 100,00                  |
| ↳ Votanti (% su iscritti)  | ↳ Votanti (% su iscritti)                 | ↳ Votanti (% su iscritti)  | 49 024                  | 66,40                   |
| ↳ Astenuti (% su iscritti) | ↳ Astenuti (% su iscritti)                | ↳ Astenuti (% su iscritti) | 24 807                  | 33,60                   |
|                            |                                           |                            |                         |                         |
|                            | Esito: collegio confermato a Conservatore |                            |                         |                         |

| Partito                    | Partito                                           | Candidato                  | Risultati 6 maggio 2010 | Risultati 6 maggio 2010 |
| Partito                    | Partito                                           | Candidato                  | Voti                    | %                       |
| -------------------------- | ------------------------------------------------- | -------------------------- | ----------------------- | ----------------------- |
|                            | Conservatore                                      | Jake Berry                 | 19 691                  | 41,78                   |
|                            | Laburista                                         | Janet Anderson             | 15 198                  | 32,25                   |
|                            | Lib Dem                                           | Robert Sheffield           | 8 541                   | 18,12                   |
|                            | UKIP                                              | David Duthie               | 1 617                   | 3,43                    |
|                            | Fronte Nazionale                                  | Kevin Bryan                | 1 062                   | 2,25                    |
|                            | Democratici                                       | Michael Johnson            | 663                     | 1,41                    |
|                            | Impact                                            | Tony Melia                 | 243                     | 0,52                    |
|                            | Indipendente                                      | Mike Siveri                | 113                     | 0,24                    |
|                            |                                                   |                            |                         |                         |
| Iscritti                   | Iscritti                                          | Iscritti                   | 72 953                  | 100,00                  |
| ↳ Votanti (% su iscritti)  | ↳ Votanti (% su iscritti)                         | ↳ Votanti (% su iscritti)  | 47 128                  | 64,60                   |
| ↳ Astenuti (% su iscritti) | ↳ Astenuti (% su iscritti)                        | ↳ Astenuti (% su iscritti) | 25 825                  | 35,40                   |
|                            |                                                   |                            |                         |                         |
|                            | Esito: collegio passa da Laburista a Conservatore |                            |                         |                         |

### Elezioni negli anni 2000
| Partito                    | Partito                                | Candidato                  | Risultati 5 maggio 2005 | Risultati 5 maggio 2005 |
| Partito                    | Partito                                | Candidato                  | Voti                    | %                       |
| -------------------------- | -------------------------------------- | -------------------------- | ----------------------- | ----------------------- |
|                            | Laburista                              | Janet Anderson             | 19 073                  | 42,92                   |
|                            | Conservatore                           | Nigel Adams                | 15 397                  | 34,65                   |
|                            | Lib Dem                                | Mike Carr                  | 6 670                   | 15,01                   |
|                            | BNP                                    | Anthony Wentworth          | 1 736                   | 3,91                    |
|                            | Verdi                                  | Kenneth McIver             | 821                     | 1,85                    |
|                            | UKIP                                   | David Duthie               | 740                     | 1,67                    |
|                            |                                        |                            |                         |                         |
| Iscritti                   | Iscritti                               | Iscritti                   | 72 255                  | 100,00                  |
| ↳ Votanti (% su iscritti)  | ↳ Votanti (% su iscritti)              | ↳ Votanti (% su iscritti)  | 44 437                  | 61,50                   |
| ↳ Astenuti (% su iscritti) | ↳ Astenuti (% su iscritti)             | ↳ Astenuti (% su iscritti) | 27 818                  | 38,50                   |
|                            |                                        |                            |                         |                         |
|                            | Esito: collegio confermato a Laburista |                            |                         |                         |

| Partito                    | Partito                                | Candidato                  | Risultati 7 giugno 2001 | Risultati 7 giugno 2001 |
| Partito                    | Partito                                | Candidato                  | Voti                    | %                       |
| -------------------------- | -------------------------------------- | -------------------------- | ----------------------- | ----------------------- |
|                            | Laburista                              | Janet Anderson             | 20 251                  | 48,97                   |
|                            | Conservatore                           | George Lee                 | 15 028                  | 36,34                   |
|                            | Lib Dem                                | Brian Dunning              | 6 079                   | 14,70                   |
|                            |                                        |                            |                         |                         |
| Iscritti                   | Iscritti                               | Iscritti                   | 70 456                  | 100,00                  |
| ↳ Votanti (% su iscritti)  | ↳ Votanti (% su iscritti)              | ↳ Votanti (% su iscritti)  | 41 358                  | 58,70                   |
| ↳ Astenuti (% su iscritti) | ↳ Astenuti (% su iscritti)             | ↳ Astenuti (% su iscritti) | 29 098                  | 41,30                   |
|                            |                                        |                            |                         |                         |
|                            | Esito: collegio confermato a Laburista |                            |                         |                         |

## Risultati dei referendum

### Referendum sulla permanenza del Regno Unito nell'Unione europea del 2016
|             | Collegio              | Lasciare UE % | Rimanere in UE % |
| ----------- | --------------------- | ------------- | ---------------- |
|             | Rossendale and Darwen | 58,5%         | 41,5%            |
| Inghilterra | 53,3%                 | 46,7%         |                  |
| Regno Unito | 51,9%                 | 48,1%         |                  |